# Holysloot
Holysloot è una località dei Paesi Bassi situata nella provincia dell'Olanda Settentrionale. Fa parte della municipalità di Amsterdam ed è situata nello stadsdeel Amsterdam-Noord.
Situata a 9 km a nord-est della città di Amsterdam, la località conta 160 abitanti (2004).
Holysloot è stata parte del comune di Ransdorp dal 1º maggio 1817 fino al 1º gennaio 1921, quando fu assorbita, assieme al comune di Buiksloot e di Nieuwendam, dal comune di Amsterdam.